# Hérédité (film)
Pour film de 2018, voir Hérédité.
Pour plus de détails, voir Fiche technique et Distribution.
Pour les articles homonymes, voir The Invisible Power.
Hérédité (The Invisible Power) est un film muet américain réalisé par Frank Lloyd et sorti en 1921.

## Synopsis
Un ancien détenu qui vient de se marier est contacter par le détective qui l'avait envoyer en prison pour obtenir des informations sur ancien complcie. 

## Fiche technique
- Titre original : The Invisible Power
- Titre français : Hérédité
- Réalisation : Frank Lloyd
- Scénario : Charles Kenyon, d'après sa nouvelle
- Chef opérateur : Norbert Brodine
- Assistant-réalisateur : Harry Weil
- Direction artistique : Cedric Gibbons
- Producteur : Frank Lloyd pour Goldwyn Pictures Corporation
- Genre : Film policier, Film dramatique
- Date de sortie : 
  - États-Unis : octobre 1921

## Distribution
- House Peters : Sid Chambers
- Irene Rich : Laura Chadwick
- DeWitt Jennings : Mark Shadwell
- Sidney Ainsworth : Bob Drake
- Jessie De Jainette : Mrs Shadwell
- William Friend : Mr Miller
- Gertrude Claire : Mrs Miller
- Lydia Yeamans Titus : la voisine perturbée